# Doctor Porfirio Parra
Doctor Porfirio Parra, también conocido por el nombre de La Caseta es una localidad del estado mexicano de Chihuahua, localizada en la Frontera entre Estados Unidos y México, en el Municipio de Guadalupe.
Doctor Porfirio Parra se encuentra en las coordenadas geográficas 31°25′32″N 106°08′28″O / 31.42556, -106.14111 y a una altitud de 1 100 metros sobre el nivel del mar, junto al Río Bravo que señala el límite con Estados Unidos, al otro lado de la frontera se localizan las poblaciones de Tornillo y Fabens, Texas, con las que se comunica por el Puente Internacional Fabens-Caseta, forma parte del Valle de Juárez y se localiza a muy corta distancia de las poblaciones de Guadalupe y Juárez y Reforma con las que se comunica por la Carretera Federal 2.
Desarrollada a partir de una ranchería dedicada a la explotación del cultivo del algodón denominada como La Caseta, un decreto del Congreso de Chihuahua con fecha del 6 de julio de 1957 la denominó oficialmente como Doctor Porfirio Parra en honor al renombrado médico y científico chihuahuense Porfirio Parra; Actualmente y debido a que el nuevo nombre no es del completo uso común, el INEGI le denomina oficialmente como Doctor Porfirio Parra (La Caseta).
De acuerdo al Conteo de Población y Vivienda realizado en 2005 por el Instituto Nacional de Estadística y Geografía, la población de Doctor Porfirio Parra es de 1 294 personas, de las cuales 635 son hombres y 659 son mujeres.